# Pierrepont (Meurthe-et-Moselle)
Pierrepont település Franciaországban, Meurthe-et-Moselle megyében. Lakosainak száma 827 fő (2022. január 1.). Pierrepont Baslieux, Beuveille, Boismont, Doncourt-lès-Longuyon, Han-devant-Pierrepont és Arrancy-sur-Crusnes községekkel határos.

## Népesség
A település népességének változása:
| Lakosok száma | 1115 | 1173 | 1058 | 942  | 881  | 874  | 870  | 863  | 851  | 827  |
|               | 1968 | 1982 | 1990 | 2006 | 2013 | 2015 | 2017 | 2019 | 2020 | 2022 |